# Maribel Martín
María Isabel Martín Martínez, conocida artísticamente como Maribel Martín (Madrid, 1 de noviembre de 1954) es una actriz y productora de cine española.

## Biografía
Debuta en el cine como actriz infantil cuando todavía no ha cumplido los siete años, interviniendo en títulos como Tres de la Cruz Roja (1961), La gran familia (1962) o La familia y uno más (1965), todas ellas de Fernando Palacios y en las dos últimas interpretando a una de las hijas de Alberto Closas y Amparo Soler Leal en uno de los títulos más populares de la historia del cine español.
En esa época trabaja igualmente a las órdenes de directores como José María Forqué (en Accidente 703, 1962), Luis García Berlanga (Las cuatro verdades, 1962) o Ana Mariscal (El camino, 1963). Compagina su actividad cinematográfica con incursiones en el teatro, participando en el estreno de El sol en el hormiguero (1966), de Antonio Gala y con dirección de José Luis Alonso Mañés.
Su estilo evoluciona a medida que supera la adolescencia. Su gran belleza física adornada con cierto aire de fragilidad y vulnerabilidad la convierten en la intérpete adecuada para intervenir en un género novedoso en España, el terror, y despunta en filmes como La residencia (1969), de Narciso Ibáñez Serrador o La novia ensangrentada (1972), de Vicente Aranda, que compagina con incursiones en comedia: La cera virgen (1972), de nuevo con Forqué.
En 1975 fue la protagonista femenina del primer filme de Francisco Rodríguez, La casa grande, película que participó en el Festival Internacional de Cine de Berlín.
En 1976 rodó La espada negra, de Francisco Rovira Beleta, una película histórica en la que interpreta el papel de Isabel la Católica en su época de juventud.
A partir de la segunda mitad de los años setenta, se aparta temporalmente de la gran pantalla y realiza incursiones en teatro (La mala semilla, El sol en el hormiguero) y televisión (Estudio 1; La saga de los Rius, 1976; El juglar y la reina).
Interpreta también entonces a uno de los personajes más celebrados de su carrera: el de la abnegada y sufridora Jacinta enfrentada a Fortunata (Ana Belén) por el amor de Juanito Santa Cruz en la adaptación de la novela de Benito Pérez Galdós Fortunata y Jacinta que para Televisión española realiza Mario Camus en 1980.
Con posterioridad protagoniza Últimas tardes con Teresa (1984) y actúa en Los santos inocentes (1984), de Mario Camus. Funda en esa época la productora Ganesh Films junto a su marido, el también actor Julián Mateos, con quien tuvo su único hijo en 1985, y se retira del mundo de la interpretación en 1989, tras rodar El niño de la luna de Agustí Villaronga.
Reaparece en 2018 para la gran pantalla en el documental "La última toma" dirigido por Jesús Ponce sobre la figura de Claudio Guerin narrando su experiencia personal a las órdenes de dicho director.

## Premios
- Premio del Sindicato Nacional del Espectáculo (1972), por La cera virgen.
- Fotogramas de Plata (1979). Mejor intérprete de televisión por El Juglar y la Reina.